# Tomba di Talpiot
La tomba di Talpiot (o tomba di Talpiyot) è una tomba scavata nella roccia scoperta nel 1980 nel quartiere di Talpiot Est, cinque chilometri a sud della Città Vecchia di Gerusalemme Est. Conteneva dieci ossari, sei inscritti con epigrafi, incluso uno interpretato come "Yeshua bar Yehosef" ("Jeshua, figlio di Giuseppe"), sebbene l'iscrizione sia parzialmente illeggibile e la sua traduzione e interpretazione è ampiamente contestata.
La tomba contiene vari resti umani e diverse incisioni. La scoperta di Talpiot è stata documentata nel 1994 nel "Catalogue of Jewish Ossuaries in the Collections of the State of Israel" e discussa dai media del Regno Unito nel marzo/aprile 1996. Nello stesso anno un articolo che descriveva il ritrovamento fu pubblicato nel volume 29 di Atiqot, la rivista dell'Autorità israeliana per le antichità.
Un controverso film-documentario, La tomba perduta di Gesù, è stato prodotto nel 2007 dal regista James Cameron e dal giornalista investigativo Simcha Jacobovici, pubblicato insieme a un libro di Jacobovici e Charles Pellegrino intitolato La Tomba di Famiglia di Gesù. Il libro e il film affermano che la tomba di Talpiot era il luogo di sepoltura di Gesù di Nazareth, di sua moglie Maria Maddalena e dei membri della sua famiglia allargata e di molte altre figure del Nuovo Testamento e, per deduzione, che Gesù non risorse dai morti come afferma il Nuovo Testamento. Questa conclusione è rifiutata dalla stragrande maggioranza degli archeologi, teologi, linguisti e biblisti.

## Storia
Il team archeologico che ha scavato la tomba nel 1980 ha determinato che provenisse dal periodo del Secondo Tempio, che durò dal 538 a.C. circa al 70 d.C. Tipica della zona, si presume che una tomba di questo tipo appartenesse a una ricca famiglia ebrea. Circa 900 tombe simili sono state portate alla luce nella stessa area.

## Scoperta e scavi
La tomba fu scoperta il 28 marzo 1980 da operai edili che gettavano le basi per un complesso di appartamenti, quando i lavori di demolizione preparatori scoprirono accidentalmente l'ingresso della tomba. Il sito fu visitato il giorno successivo da Amos Kloner, il supervisore dell'area per il Dipartimento israeliano delle antichità. Kloner redasse una serie di schizzi preliminari e chiese un permesso affinché Yosef Gath guidasse uno scavo di recupero. Il permesso fu rilasciato lunedì 31 marzo, ma in realtà i lavori iniziarono il giorno prima. Sebbene sia stato detto che al team furono concessi solo tre giorni per completare il lavoro, le note di Gath indicano che il lavoro procedette "in modo intermittente" fino alla sua conclusione ufficiale l'11 aprile, con la maggior parte del lavoro completata entro i primi due giorni.
La costruzione dei condomini è stata completata nel 1982. Subito dopo le autorità hanno sigillato l'ingresso per motivi di sicurezza.
La tomba, che non è aperta al pubblico, si trova in un cortile vicino a Dov Gruner Street, in fondo a una rampa di scale all'angolo tra Olei Hagardom e Avshalom Haviv Street. È stata riaperta nel 2005 da Jacobovici, senza il permesso dell'Autorità Israeliana per l'Antiquariato, durante le riprese del suo documentario La tomba perduta di Gesù, ed è stata chiusa immediatamente dopo dagli archeologi.
Nel 2008 Ruth Gath, la vedova dell'archeologo che ha supervisionato lo scavo originale, ha affermato che suo marito tenne segreta la scoperta fino alla metà degli anni '90 perché temeva che sarebbe seguita un'ondata di antisemitismo se l'esistenza della tomba fosse stata resa pubblica. Tuttavia, tali affermazioni sono state respinte dalla maggior parte degli studiosi, i quali hanno sottolineato che Joseph Gath era morto ben prima che le iscrizioni nella tomba fossero decifrate e tradotte; peraltro, lo scavo della tomba venne supervisionato da Amos Kloner e non da Gath.

## Caratteristiche
La tomba è scavata nella roccia calcarea. All'interno ci sono sei pozzi funerari e due scaffali ad arco dove un corpo poteva essere deposto per la sepoltura. Gli ossari sono stati trovati all'interno di alcuni contenitori.

## Artefatti

### Ossari
All'interno della tomba sono stati trovati dieci ossari di calcare, sei dei quali recanti epigrafi sebbene solo quattro di essi siano stati riconosciuti come tali sul momento. Il team archeologico che scavò la tomba ritenne che gli ossari fossero poco importanti e li consegnò al Museo Rockefeller per l'analisi e la conservazione.
La tomba potrebbe essere stata multi-generazionale, con diverse generazioni di ossa conservate in ogni ossario, ma non è stata tenuta alcuna registrazione specifica del loro contenuto e nessuna analisi sembra essere stata fatta per determinare quanti individui erano rappresentati dalle ossa trovate. Inoltre, tre teschi sono stati trovati sul pavimento della tomba sotto lo strato di riempimento di 0,5 metri e ossa frantumate sono state trovate nel riempimento sull'arcosolia. La dispersione di queste ossa sotto il riempimento indicava che la tomba era stata disturbata nell'antichità. Alla fine tutte le ossa furono consegnate alle autorità religiose per la sepoltura.

### Simboli
Un motivo a forma di gallone, con un cerchio, è visibile sopra l'ingresso della tomba.

## Controversie
In un controverso film intitolato La tomba perduta di Gesù, il regista James Cameron ed il giornalista Simcha Jacobovici affermano che la Tomba di Talbiot sarebbe la tomba di Gesù, dei suoi fratelli, di sua moglie Maria Maddalena del loro figlio Giuda. La tesi di Cameron e Jacobovici era collegata al fatto che su uno degli ossuari sembrava comparire il nome di un certo "Yeshua bar Yehosef" ("Gesù, figlio di Giuseppe") e di un certo Yehuda bar Yeshua ("Giuda, figlio di Gesù").

Tale ipotesi è stata rigettata dalla stragrande maggioranza di archeologi, biblisti e studiosi del Medio Oriente, che hanno fatto notare come i nomi citati negli ossari sono estremamente comuni nella Giudea di quel tempo e come, in ogni caso, non sia neppure possibile affermare con sicurezza cosa ci sia effettivamente scritto sugli ossari. L'archeologo Amos Kloner, che supervisionò la scoperta, ha liquidato il film come "un'assurdità". In un'intervista a The Washington Post, l'archeologo William G. Dever ha affermato:
"Conosco questi ossari da molti anni e così tanti altri archeologi, e nessuno di noi ha pensato che fossero nulla di speciale, perché questi sono nomi ebraici piuttosto comuni di quel periodo. È una trovata pubblicitaria, che renderà queste persone molto ricche e sconvolgerà milioni di persone innocenti perché incapaci a separare i fatti dalla finzione. Non sono un cristiano, né un credente, ma è vergognoso il modo distorto in cui la cosa è stata presentata.
L'archeologa e biblista Jodi Magness ha fatto notare come Gesù provenisse da una famiglia povera, che non poteva permettersi una tomba di quelle dimensioni e che, anche qualora avesse potuto permettersela, essa si sarebbe trovata a Nazareth (dove Gesù abitava), non certo a Gerusalemme. Ha anche sottolineato come i nomi sugli ossari di Talpiyot indicano che la tomba apparteneva a una famiglia della Giudea,  dove le persone erano conosciute con il loro nome di battesimo e il nome del padre. In quanto galileo, Gesù sarebbe stato conosciuto invece con il luogo di appartenenza, ovvero come "Gesù il Nazareno" e non "Gesù, figlio di Giuseppe".
L'archeologo Lawrence Stager, professore di archeologia di Israele ad Harvard, ha detto che il documentario "sfrutta la tendenza che ha preso piede con la pubblicazione de Il codice da Vinci. Il problema è che ci sono così tante persone biblicamente illetterate nel mondo, che non sapranno identificare questo lavoro per quello che è, ovvero pseudo-scienza".
Un dibattito sul tema si è tenuto al Seminario Teologico di Princeton, dove la maggioranza dei partecipanti ha rigettato la possibilità che la Tomba di Talpiot sia collegabile con Gesù di Nazaret, sottolineando come il nome "Mariamne" (se di tale nome si tratta) non è collegabile in alcun modo a Maria Maddalena, che nessuna tradizione cristiana parli di un matrimonio tra Gesù e la Maddalena e di un loro figlio chiamato Giuda, che le teorie di Jacobovici contraddicono le Lettere di Paolo ed il Vangelo di Marco (i più antichi testi della cristianità), che una tomba riportante la scritta "Gesù, figlio di Giuseppe" è stata trovata anche in un'altra zona di Gerusalemme e che nessuna tradizione cristiana parli di una tomba di Gesù in questa zona di Gerusalemme.
Al termine del simposio, lo studioso Géza Vermes (esperto nello studio del Gesù storico) ha definito le teorie di Jacobovici "inconsistenti e, in generale, insignificanti", aggiungendo che "Le prove finora avanzate sono ben lontane dal dimostrare che la tomba di Talpiot sia, o addirittura potrebbe essere, la tomba della famiglia di Gesù di Nazaret. L'identificazione dell'ossario di Mariamne con quello di Maria Maddalena dei Vangeli non ha alcun supporto e senza di esso l'argomento crolla. Con poche eccezioni, la grande maggioranza degli studiosi riuniti considera la teoria secondo cui gli ossari di Talpiot contengano i resti di Gesù di Nazareth e della sua famiglia del tutto improbabile. A mio parere, la questione è, e in assenza di nuove prove sostanziali, dovrebbe rimanere chiusa ".
In un articolo per il sito della CNN, Joel S. Baden e Candida Moss hanno entrambi respinto la tesi di Jacobovici, affermando che "le prove mancano e la storia non ha nessun senso". Nello stesso periodo, in un dibattito per The Dallas Morning News, il biblista evangelico Darrell L. Block ed il suo collega ateo Bart D. Ehrman hanno entrambi concluso che la Tomba di Talpiot non può essere collegata al Gesù storico.
Jerome Murphy O'Connor, archeologo della École biblique et archéologique française de Jérusalem, ha definito il film "una trovata pubblicitaria a cui nessuno studioso darebbe mai credito"
In un'intervista a Il Giornale, l'archeologo Michele Piccirillo ha definito le teorie del film di Cameron e Jacobovici come "delle baggianate", sottolineando come attribuire questa tomba a Gesù di Nazareth "sarebbe come scavare in un cimitero italiano e credere di aver trovato il corpo di Mussolini perché su una tomba si è trovato il nome Benito."
L'archeologo e teologo polacco Lesław Daniel Chrupcała, in un'intervista ad Avvenire, ha definito le idee di Jacobovici "fanta-archeologia".